# Nedum Onuoha
Chinedum "Nedum" Onuoha (født 12. november 1986 i Warri, Nigeria) er en engelsk fodboldspiller af nigeriansk afstamning, der spiller som forsvarsspiller hos MLS Klubben Real Salt Lake hvortil han kom fra Queens Park Rangers. Han havde inden udlejningen spillet for City hele sin seniorkarriere, startende i 2004, samt en del af sine ungdomsår. 

## Landshold
Onuoha har (pr. december 2013) endnu ikke repræsenteret Englands A-landshold, men har siden 2005 spillet 21 kampe og scoret to mål for landets U-21 hold.